# Buhamza
Buhamza (ar. بوحمزة, fr. Bouhamza) – miasto w północnej Algierii, w prowincji Bidżaja.